# 투데이 전북
《투데이 전북》은 KBS 전주 1TV에서 매주 월요일부터 수요일 오후 5시 30분에 방송 중인 전북 지역 저녁 교양 정보 프로그램이다.

## 프로그램 소개
전북 지역에서 일어나는 그날 그날의 주요 소식과 함께 화제의 인물, 문화 행사 등 지역민과 밀착된 다양한 정보

## MC
| 대수 | 진행자 | 진행자 | 진행 기간                         | 비고  |
| 대수 | 남성   | 여성   | 진행 기간                         | 비고  |
| ---- | ------ | ------ | --------------------------------- | ----- |
| 1대  | 함윤호 | 김태은 | 일자미상 ~ 일자미상               |       |
| 2대  | 김형철 | 봉효정 | 일자미상 ~ 일자미상               |       |
| 3대  | 빈칸   | 봉효정 | 일자미상 ~ 2017년 5월 17일        | [ 1 ] |
| 4대  | 빈칸   | 정현정 | 2017년 5월 22일 ~ 2017년 8월 2일  |       |
| 5대  | 빈칸   | 김수진 | 2017년 8월 7일 ~ 2018년 5월 30일  |       |
| 임시 | 김형철 | 빈칸   | 2018년 6월 4일 ~ 2018년 6월 5일   |       |
| 6대  | 빈칸   | 김도연 | 2018년 6월 11일 ~ 2019년 6월 26일 |       |
| 7대  | 김형철 | 빈칸   | 2019년 7월 1일 ~ 2019년 8월 7일   |       |
| 8대  | 이광엽 | 빈칸   | 2019년 8월 12일 ~ 2021년 6월 9일  |       |
| 9대  | 빈칸   | 봉효정 | 2021년 6월 14일 ~ 2022년 1월 12일 |       |
| 10대 | 김진현 | 빈칸   | 2022년 1월 17일 ~ 2023년 2월 15일 |       |
| 임시 | 빈칸   | 봉효정 | 2023년 2월 20일 ~ 2023년 2월 22일 |       |
| 11대 | 박철규 | 빈칸   | 2023년 2월 27일 ~ 2024년 9월 25일 | [ 2 ] |
| 12대 | 빈칸   | 봉효정 | 2024년 9월 30일 ~ 현재            | [ 3 ] |